# European Journal of International Relations
Le European Journal of International Relations est une revue académique trimestrielle à comité de lecture couvrant les relations internationales. Elle est considérée comme le principal journal des relations internationales européennes. 
Elle est publie par SAGE Publishing au nom du European Standing Group on International Relations (Groupe permanent européen sur les relations internationales) du Consortium européen pour la recherche politique. Un comité conjoint du SGIR et de l'Association européenne des études internationales est responsable de la gestion et du succès de la revue. 
La revue est résumée et indexée dans Scopus et le Social Sciences Citation Index. Selon le Journal Citation Reports, la revue a un facteur d'impact en 2017 de 2,545, la classant 12e sur 85 revues dans la catégorie "Relations internationales". 